# Michal Hrib
Michal Hrib (* 13. října 1930) byl slovenský a československý politik, bezpartijní poslanec Slovenské národní rady a Sněmovny národů Federálního shromáždění na počátku normalizace.

## Biografie
Ve volbách roku 1964 se stal poslancem Slovenské národní rady.
Po federalizaci Československa usedl v lednu 1969 do Sněmovny národů Federálního shromáždění. Nominovala ho Slovenska národní rada, v níž také zasedal. Vzhledem k dlouhodobému těžkému onemocnění složil poslanecký slib až v květnu 1970. Ve federálním parlamentu setrval do konce funkčního období, tedy do voleb roku 1971.